# Mudaria cornifrons
Mudaria cornifrons är en fjärilsart som beskrevs av Moore 1893. Mudaria cornifrons ingår i släktet Mudaria, och familjen nattflyn. Inga underarter finns listade i Catalogue of Life.